# دولای‌قارقی
دولای‌قارقی، روستایی است از توابع بخش مرکزی شهرستان قم در استان قم ایران. 

## جمعیت
این روستا در دهستان قمرود قرار دارد و براساس سرشماری مرکز آمار ایران در سال ۱۳۸۵، جمعیت آن زیر سه خانوار بوده‌است.

## محصولات
بخش عمده محصولات این روستا را انار تشکیل میدهد. مابقی محصولات عبارتند از انجیر ، توت ، زردآلو و...

## تصاویر

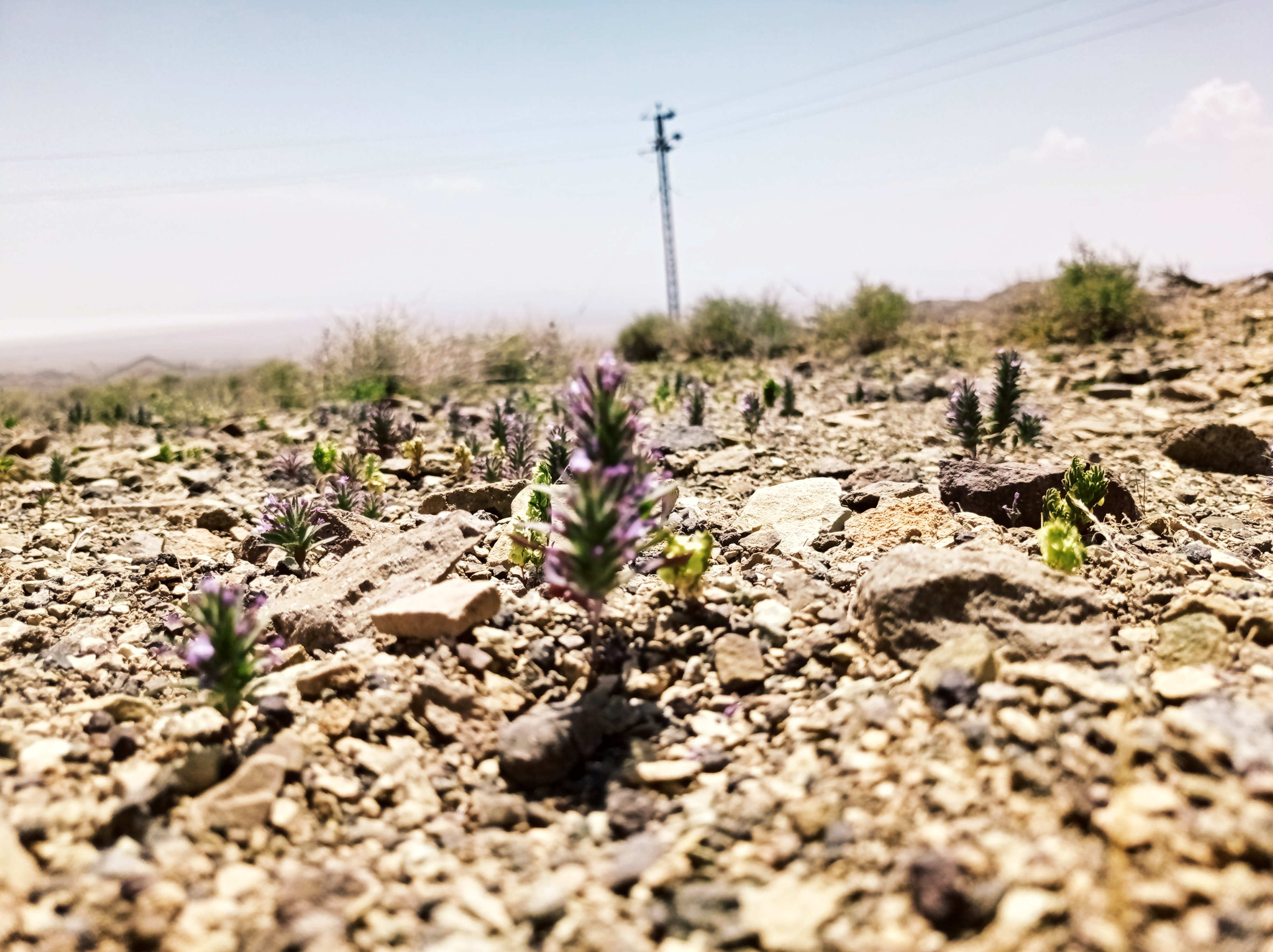
دشت های دولای قارقی
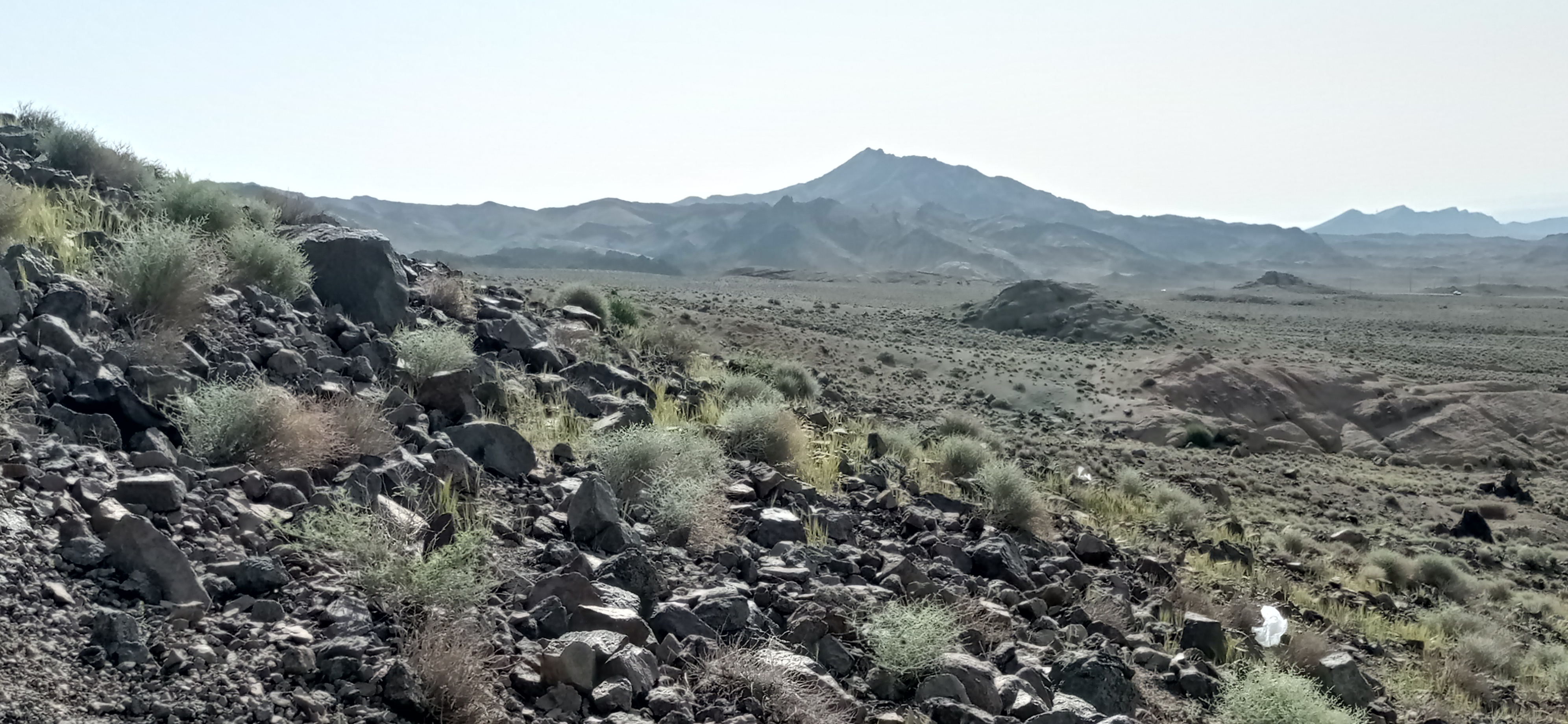
دامنه کوه
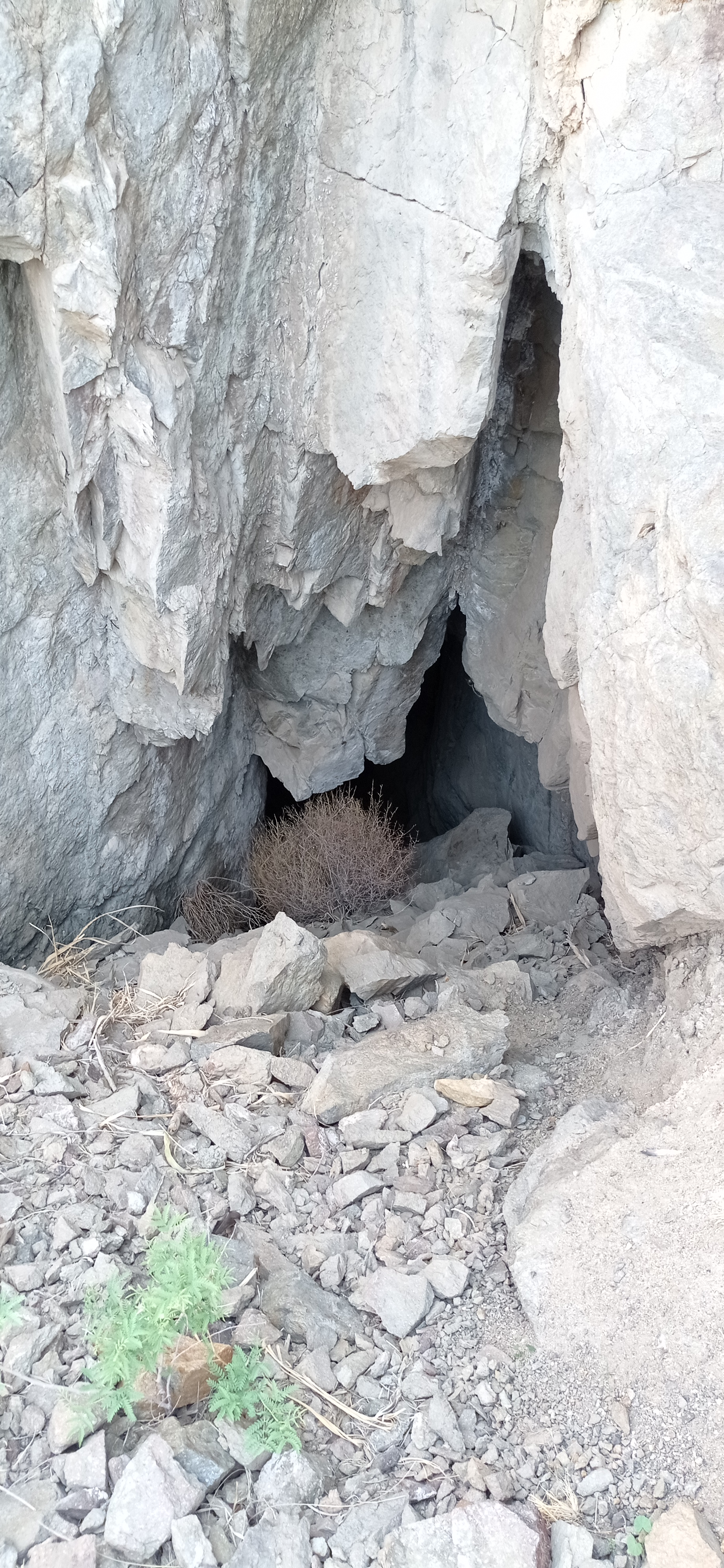
ورودی غار
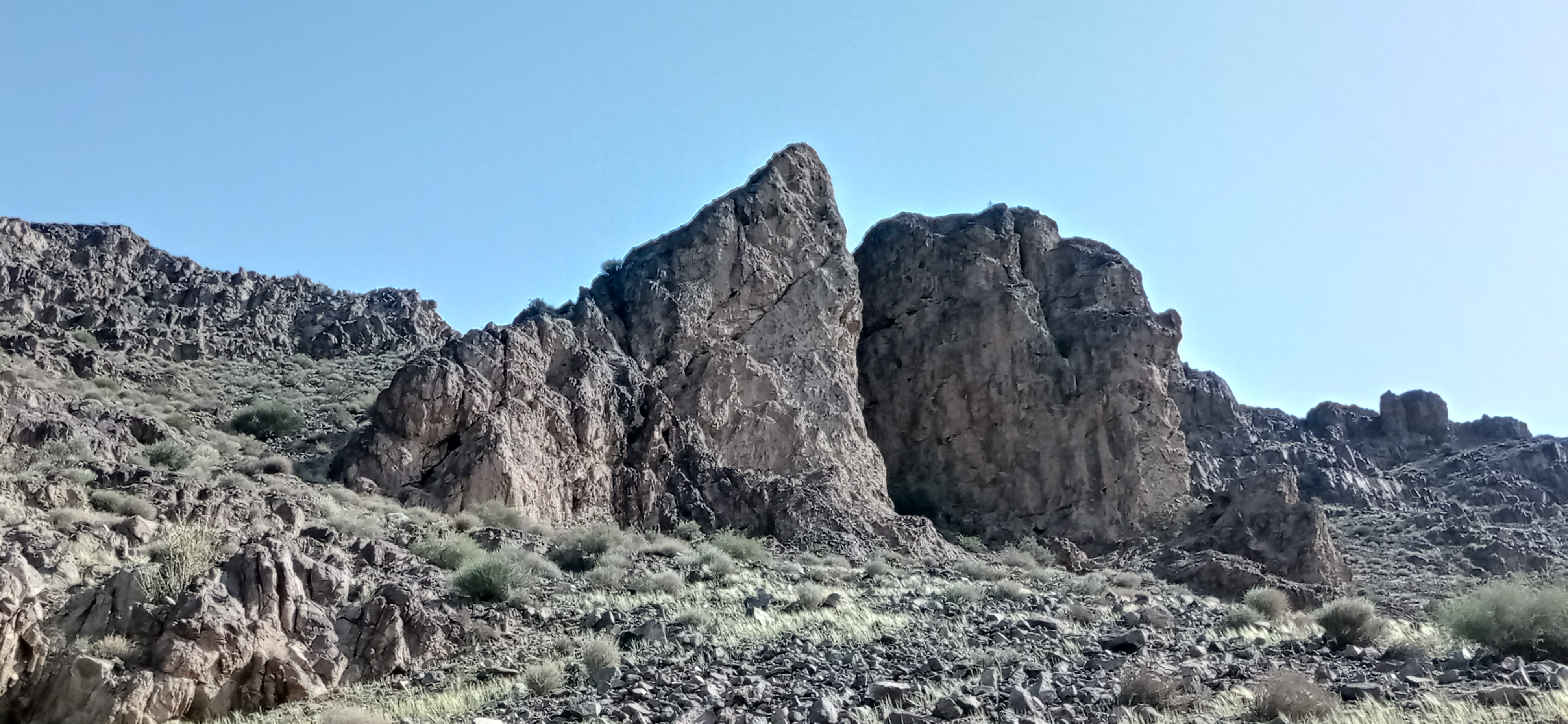
صخره سنگی
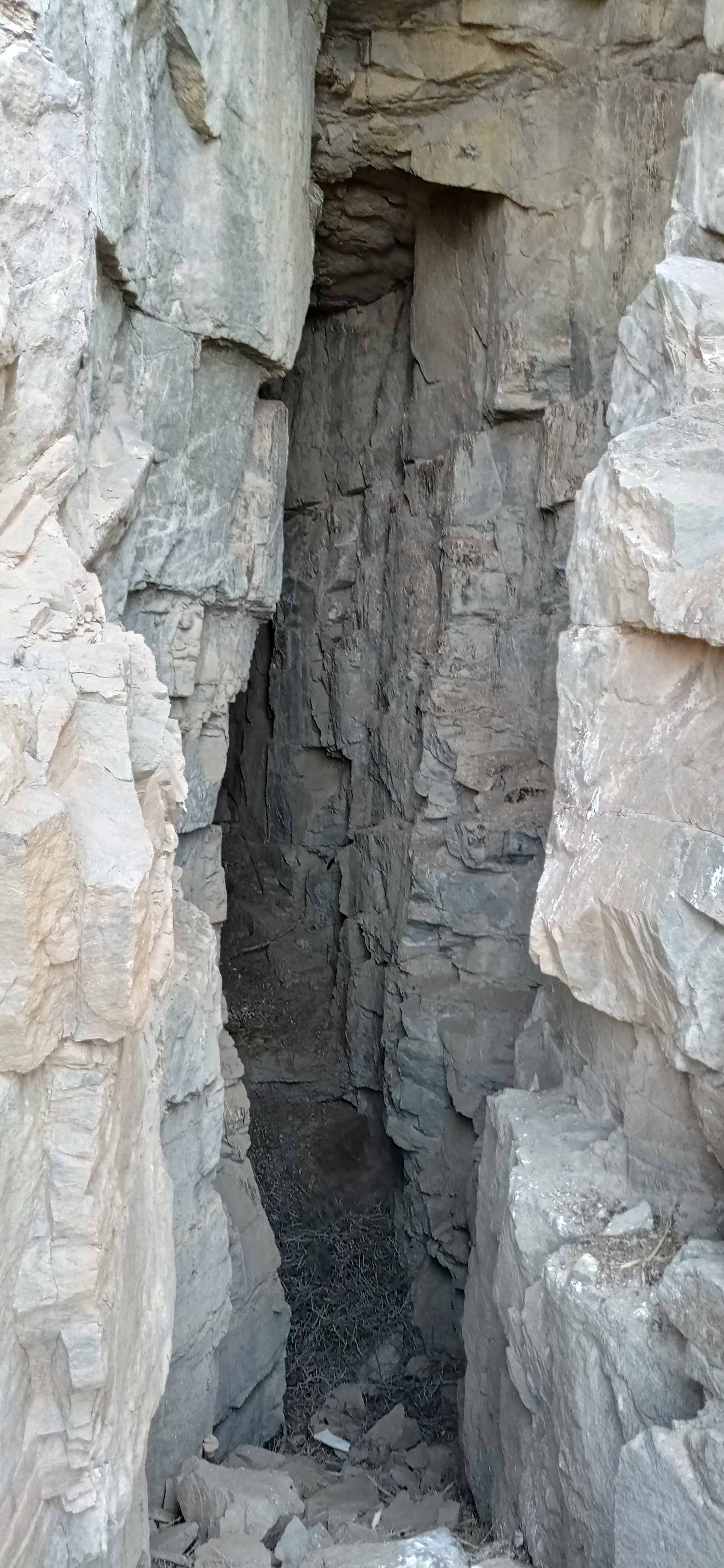
ورودی تونل کاوش قنات
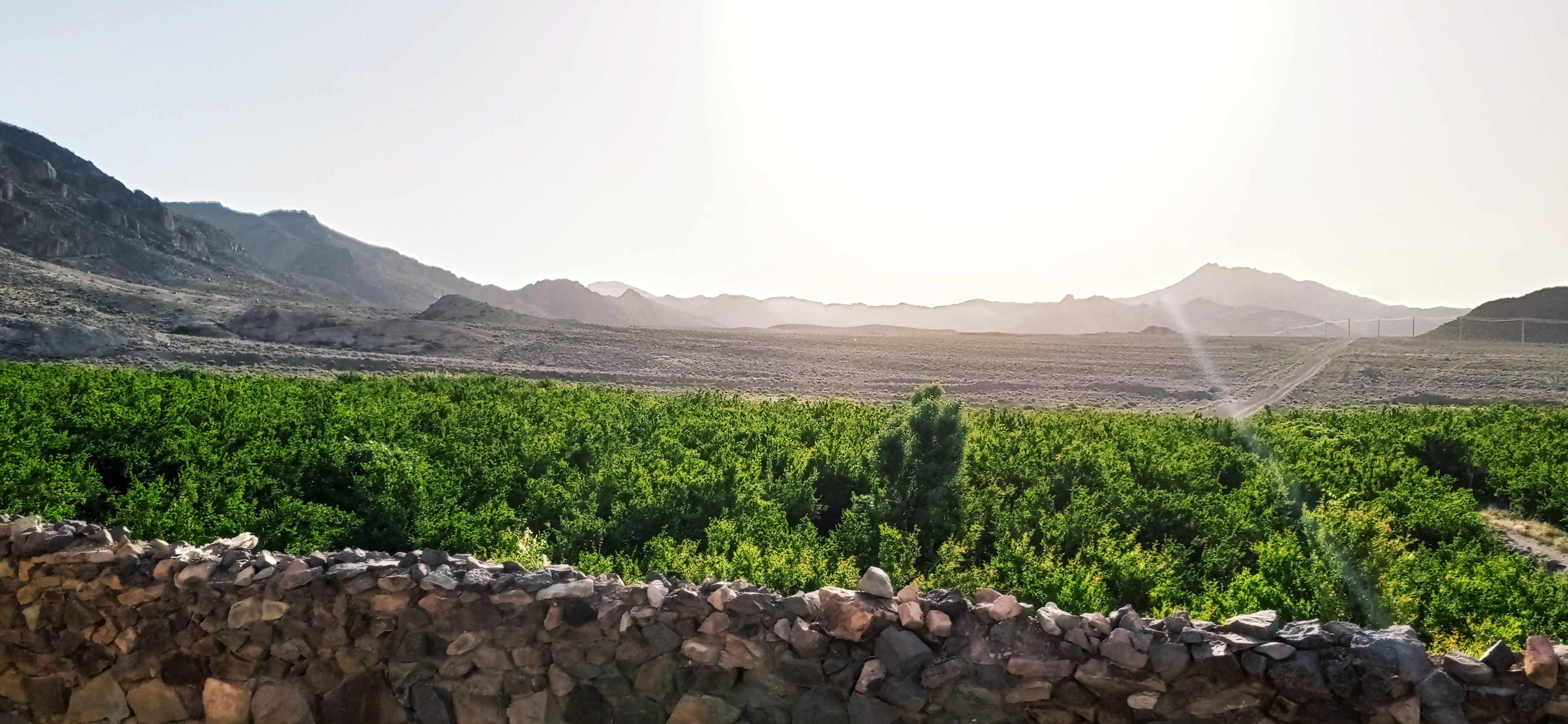
باغ انار تنها محصول این روستا
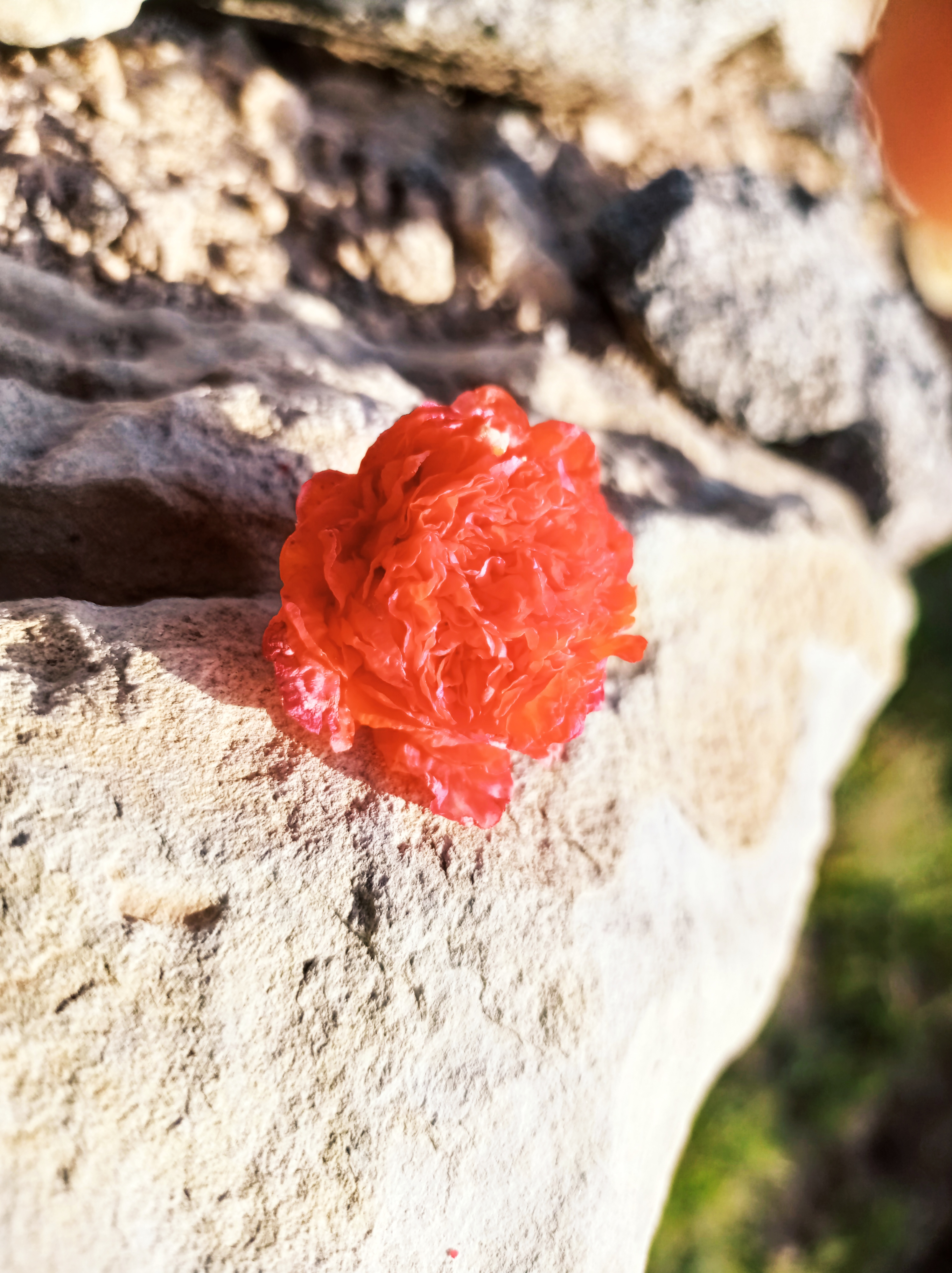
گل انار زینتی
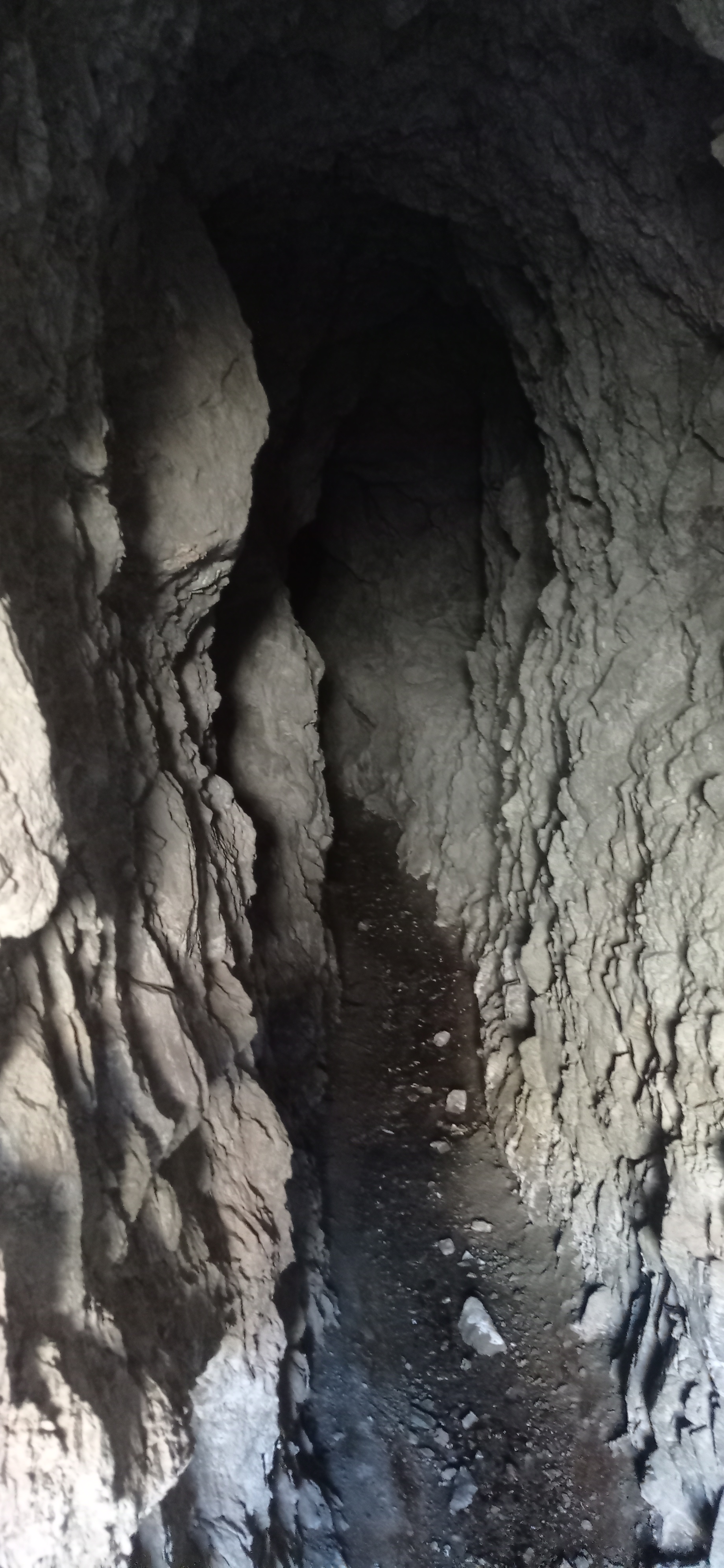
تونل آزمایشی برای حفر قنات
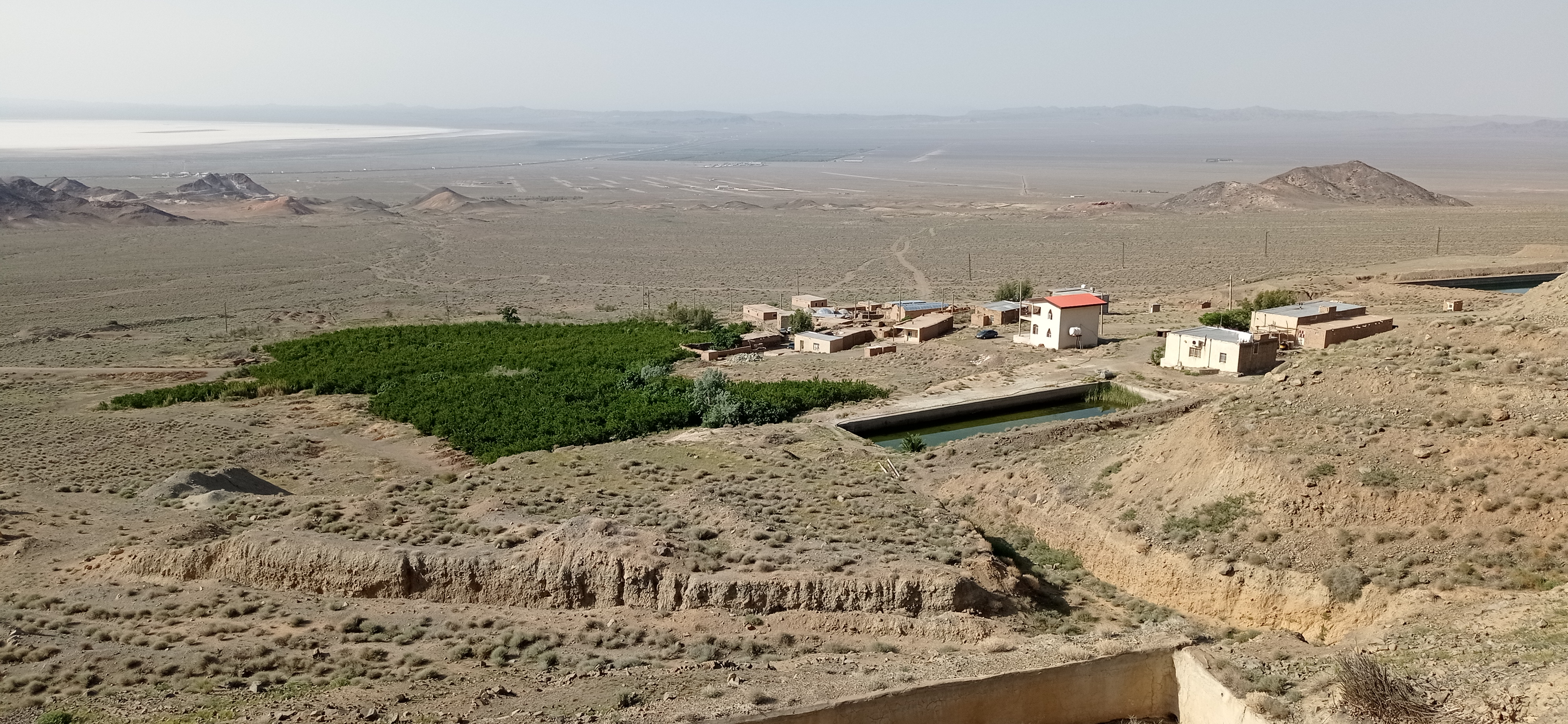
نمای کلی از بالا